# سرخيو إسكوديرو (لاعب كرة قدم مواليد 1988)
سرخيو إسكوديرو (باليابانية: エスクデロ 競飛王) (1 سبتمبر 1988 في غرناطة في إسبانيا – )؛ هو لاعب كرة قدم ياباني سابق كان يلعب كمهاجم.

## وصلات خارجية
- سرخيو إسكوديرو على موقع رابطة كرة القدم اليابانية للمحترفين (اليابانية)
- سرخيو إسكوديرو على موقع دوري كوريا الجنوبية (الإنجليزية)
- سرخيو إسكوديرو على موقع قاعدة بيانات كرة القدم.إي يو (الإنجليزية)
- سرخيو إسكوديرو على موقع Soccerway.com (الإنجليزية)
- سرخيو إسكوديرو على موقع عالم كرة القدم.نت (الإنجليزية)